# Й̄
Cette page contient des caractères spéciaux ou non latins. S’ils s’affichent mal (▯, ?, etc.), consultez la page d’aide Unicode.
Й̄ (minuscule : й̄), appelé ou brève macron, est une lettre additionnelle de l’alphabet cyrillique utilisée en doungane par certains auteurs ou dans la transcription du chinois. Elle est composée du і ‹ И › diacrité d’un brève et d’un macron.

## Utilisations
En doungane, certains auteurs utilisent les accents sur les voyelles pour indiquer les tons, dont l’i brève macron cyrillique ‹ й̄ ›,.

## Représentation informatique
L’i brève macron peut être représenté avec les caractères Unicode suivants (cyrillique, diacritiques) :
- composé (NFC)

| formes    | représentations | chaînes de caractères | points de code | descriptions                                           |
| --------- | --------------- | --------------------- | -------------- | ------------------------------------------------------ |
| capitale  | Й̄               | Й◌̄                    | U+0419 U+0304  | lettre majuscule cyrillique i brève diacritique macron |
| minuscule | й̄               | й◌̄                    | U+0439 U+0304  | lettre minuscule cyrillique i brève diacritique macron |

- décomposé (NFD)

| formes    | représentations | chaînes de caractères | points de code       | descriptions                                                       |
| --------- | --------------- | --------------------- | -------------------- | ------------------------------------------------------------------ |
| capitale  | Й̄               | И◌̆◌̄                   | U+0418 U+0306 U+0304 | lettre majuscule cyrillique i diacritique brève diacritique macron |
| minuscule | й̄               | и◌̆◌̄                   | U+0438 U+0306 U+0304 | lettre minuscule cyrillique i diacritique brève diacritique macron |